# Jimmy Mullen (fodboldspiller, født 1923)
 For alternative betydninger, se Jimmy Mullen. (Se også artikler, som begynder med Jimmy Mullen)
James "Jimmy" Mullen (6. januar 1923 - 23. oktober 1987) var en engelsk fodboldspiller (wing). 
Mullen tilbragte hele sin karriere hos Wolverhampton Wanderers, og var med til at vinde det engelske mesterskab med klubben hele tre gange. Han spillede desuden 12 kampe og scorede seks mål for det engelske landshold, som han debuterede for i et opgør mod Skotland 12. april 1947.

## Titler
Engelsk mesterskab
- 1954, 1958 og 1959 med Wolverhampton

FA Cup
- 1949 med Wolverhampton

FA Charity Shield
- 1949 med Wolverhampton